# La muerte de Koschei el inmortal
La muerte de Koschéi el inmortal o Mária Morevna (en ruso: Марья Моревна) es un cuento de hadas ruso compilado por Aleksandr Afanásiev en Cuentos populares rusos e incluido por Andrew Lang en The Red Fairy Book.  El personaje de Koschéi es un hombre inmortal maligno que amenaza a jóvenes mujeres con su magia.

## Trama
Iván Tsarévich tenía tres hermanas, la primera era la princesa María, la segunda era la princesa Olga, la tercera era la princesa Anna. Después de que sus padres mueren y sus hermanas se casan con tres magos, sale de su casa en busca de sus hermanas. Conoce a María Morevna, la bella princesa guerrera, y se casa con ella. Después de un tiempo, ella anuncia que va a ir a la guerra y le dice a Iván que no abra la puerta de la mazmorra en el castillo en el que viven mientras ella no esté. Superado por el deseo de saber qué contiene la mazmorra, Iván abre la puerta poco después de la partida de María y encuentra a Koschéi, encadenado y demacrado. Koschéi le pide a Iván que le traiga un poco de agua; Iván lo hace. Después que Koschéi bebe doce cubos de agua, sus poderes mágicos regresan a él, rompe sus cadenas y desaparece. Poco después, Iván descubre que Koschéi se llevó a María Morevna y lo persigue. Cuando lo atrapa por primera vez, Koschéi le dice a Iván que lo deje ir, pero Iván no se rinde, y Koschéi lo mata, pone sus restos en un barril y lo arroja al mar. Iván es revivido por los maridos de sus hermanas, poderosos magos, que pueden transformarse en aves de presa. Le dicen que Koschéi tiene un caballo mágico e Iván debería ir a Baba Yagá para conseguir uno también, o de lo contrario no podrá derrotar a Koschéi. Después de que Iván pasa las pruebas de Baba Yagá y consigue el caballo, pelea con Koschéi, lo mata y quema su cuerpo. María Morevna regresa a Iván y celebran su victoria con sus hermanas y sus esposos.

## Análisis
El cuento se encuentra clasificado según el índice Aarne-Thompson-Uther como ATU 552 (Las jóvenes que se casan con animales), con un episodio de tipo ATU 302 (El gigante/ogro que carecía de corazón).

## Adaptaciones
- Peter Morwood escribió una versión expandida de este cuento en la novela Príncipe Iván, el primer volumen de su serie sobre Cuentos Rusos.

- Gene Wolfe lo recontó como "La Muerte de Koshchéi el inmortal", publicado en la antología Ruby Slippers, Golden Tears y reimpreso en su colección Viajeros Extraños.

- Catherynne M. Valente publicó una novela basada en la historia, titulada Inmortal en el 2011.